# نظریه نیاز
نظریه نیاز (به انگلیسی: Need theory) که به عنوان «نظریه سه نیاز» نیز شناخته می‌شود، پیشنهاد شده توسط دیوید مک کللند (۲۰ می ۱۹۱۷–۲۷ مارس ۱۹۹۸) روان‌شناس آمریکایی، یک مدل انگیزشی است که سعی در توضیح چگونگی آن دارد نیازهای نیاز به موفقیت، نیاز به وابستگی و نیاز به قدرت بر کنش‌های مردم از یک زمینه مدیریت تأثیر می‌گذارند. این مدل در دهه ۱۹۶۰ توسعه یافت. دو دهه پس از هرم سلسله‌مراتب نیازهای مزلو برای اولین بار در اوایل دهه ۱۹۴۰ مطرح شد. مک کللند اظهار داشت همه ما بدون توجه به سن، جنس، نژاد یا فرهنگ، این سه نوع انگیزه را داریم. نوع انگیزه ای که هر فرد به وسیله آن هدایت می‌شود، از تجربیات زندگی و نظرات فرهنگ آنها ناشی می‌شود. این نظریه نیاز اغلب در کلاس‌های مربوط به مدیریت یا رفتار سازمانی تدریس می‌شود.

## نیاز به موفقیت
افرادی که نیاز به موفقیت دارند ترجیح می‌دهند کارهایی با سختی متوسط انجام دهند که در آنها نتایج بر اساس تلاش آنهاست نه بر اساس هر چیز دیگری برای دریافت بازخورد در مورد کارشان. افراد مبتنی بر موفقیت از هر دو موقعیت پرخطر و کم خطر اجتناب می‌کنند. موقعیت‌های کم خطر برای معتبر بودن بسیار آسان تلقی می‌شوند و موقعیت‌های پرخطر بیشتر بر اساس شانس موقعیت هستند تا موفقیت‌هایی که فرد به دست آورده‌است. این تیپ شخصیتی انگیزه با موفقیت در محل کار و سلسله مراتب شغلی با موقعیت‌های ترفیعی است.

## نیاز به وابستگی
افرادی که نیاز به وابستگی دارند ترجیح می‌دهند زمانی را صرف ایجاد و حفظ روابط اجتماعی کنند، از عضویت در گروه‌ها لذت ببرند و تمایل به احساس دوست داشتن و پذیرش داشته باشند. افراد این گروه تمایل دارند به هنجارهای فرهنگ موجود در آن محل کار پایبند باشند و معمولاً از ترس طرد شدن، هنجارهای محل کار را تغییر نمی‌دهند. این فرد همکاری را به رقابت ترجیح می‌دهد و موقعیت‌هایی با ریسک بالا یا عدم اطمینان زیاد را دوست ندارد. افرادی که نیاز به وابستگی دارند در زمینه‌هایی بر اساس تعاملات اجتماعی مانند خدمات مشتری یا موقعیت‌های تعامل با مشتری به خوبی کار می‌کنند.

## نیاز به قدرت
افرادی که به قدرت نیاز دارند ترجیح می‌دهند کار کنند و برای انضباط ارزش قائل باشند. نقطه ضعف این نوع انگیزشی این است که اهداف گروهی می‌توانند ماهیت خود را به بازی مجموع صفر تبدیل کنند یعنی برای اینکه یک نفر برنده شود، دیگری باید ببازد. با این حال، این می‌تواند به‌طور مثبت برای کمک به تحقق اهداف گروهی و کمک به دیگران در گروه در مورد کار خود به کار گرفته شود. فردی که با این نیاز برانگیخته می‌شود از به رسمیت شناختن موقعیت، برنده شدن در بحث‌ها، رقابت و تأثیرگذاری بر دیگران لذت می‌برد. با این نوع انگیزشی نیاز به اعتبار شخصی و نیاز دائمی به وضعیت شخصی بهتر است.

## اثر
پژوهش‌های مک کللند نشان داد ۸۶ درصد از جمعیت در یک، دو یا هر سه نوع انگیزه غالب هستند. پژوهش‌های بعدی او که در سال ۱۹۷۷ در مقاله بازرگانی هاروارد با عنوان «قدرت محرک بزرگ است» منتشر شد، نشان داد افرادی که در پست‌های مدیریتی عالی هستند نیاز زیادی به قدرت و نیاز کم به وابستگی دارند. پژوهش‌های او همچنین نشان داد افرادی که نیاز زیادی به موفقیت دارند، زمانی بهترین عملکرد را خواهند داشت که پروژه‌هایی به آنها داده شود که بتوانند با تلاش خود موفق شوند. اگرچه افرادی که نیاز شدید به موفقیت دارند می‌توانند مدیران سطوح پایین‌تر موفقی باشند ولی معمولاً پیش از رسیدن به پست‌های مدیریتی بالا از بین می‌روند. او همچنین دریافت افرادی که نیاز زیادی به وابستگی دارند ممکن است مدیران عالی خوبی نباشند ولی به‌طور کلی شادتر هستند و می‌توانند در نقش‌های غیر رهبری مانند خدمات خارجی بسیار موفق باشند.